# Masacre de profesores de Leópolis

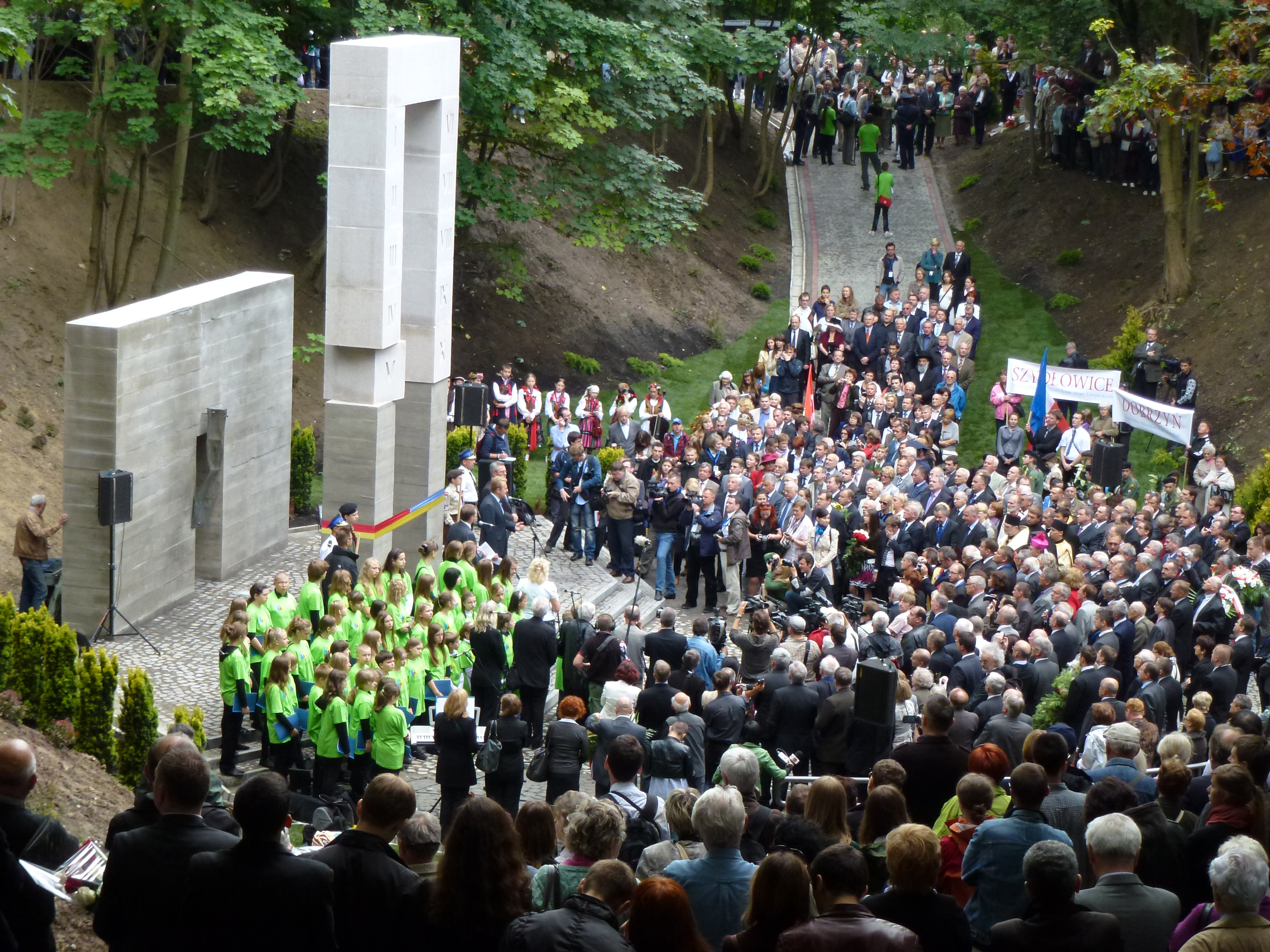
Inauguración de un nuevo monumento en el lugar de ejecución en las colinas Wuleckie el 3 de julio de 2011

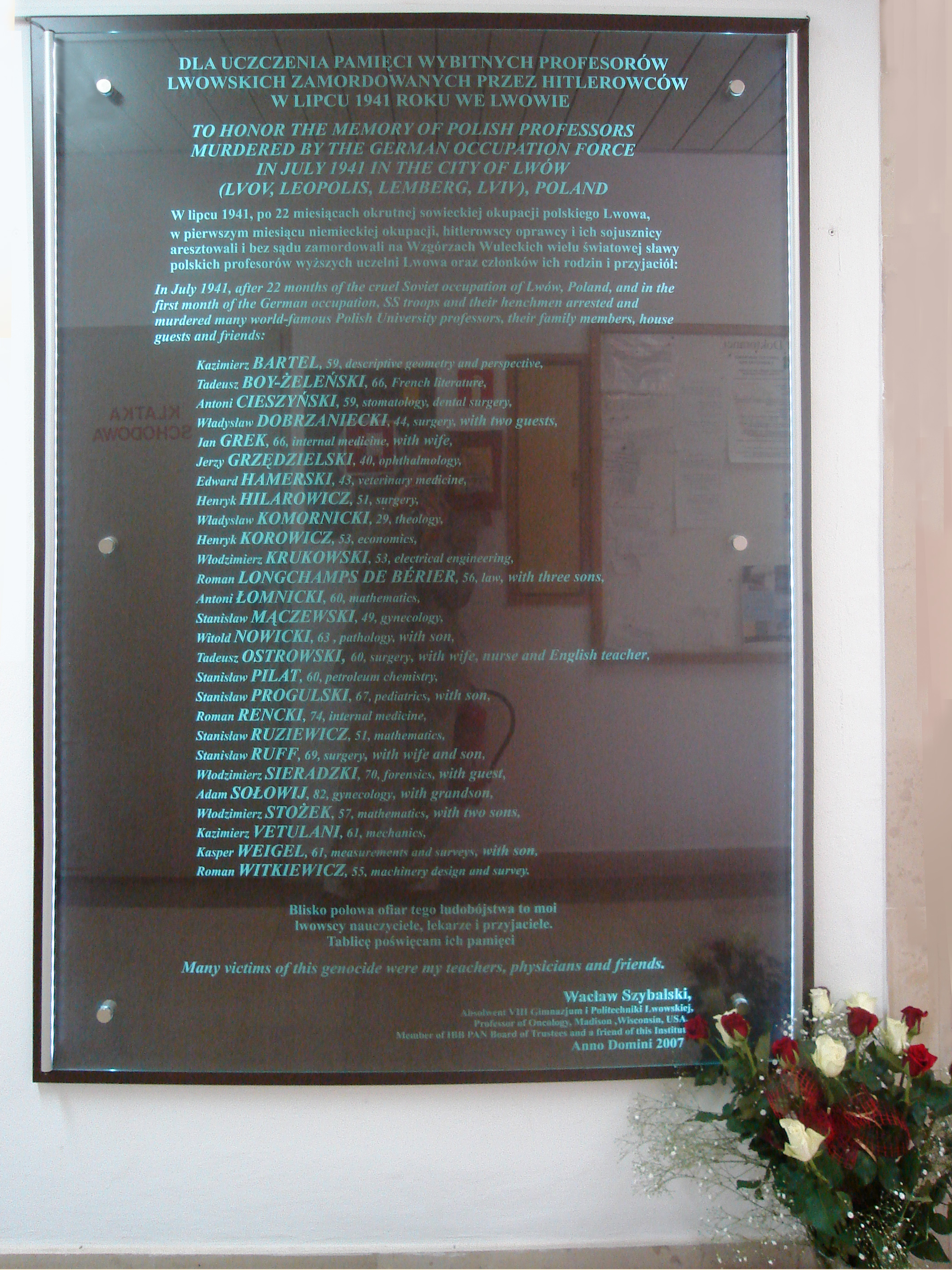
Placa en IBB PAN en Varsovia

En julio de 1941, 25 académicos polacos de la ciudad de Leópolis, Ucrania, junto con 25 de sus familiares fueron asesinados por las fuerzas de ocupación alemanas nazis. Al enfocarse en ciudadanos e intelectuales prominentes para su eliminación, los nazis esperaban evitar la actividad antinazi y debilitar la determinación del movimiento de resistencia polaco. Según un testigo presencial, las ejecuciones fueron realizadas por una unidad del Einsatzgruppe (en alemán: Einsatzkommando zur besonderen Verwendung) bajo el mando de Karl Eberhard Schöngarth, con la participación de traductores ucranianos en uniformes alemanes.

## Antecedentes
Antes de septiembre de 1939 y la invasión alemana de Polonia, Leópolis, entonces en la Segunda República Polaca, tenía 318,000 habitantes de diferentes etnias y religiones, el 60% de los cuales eran polacos, el 30% judíos y alrededor del 10% ucranianos y alemanes. La ciudad fue uno de los centros culturales más importantes de la Polonia de entreguerras, albergando cinco instalaciones educativas terciarias, incluida la Universidad de Leópolis y el Politécnico de Leópolis. Aquí vivían muchos intelectuales polacos y judíos polacos, activistas políticos y culturales, científicos y miembros de la intelligentsia polaca de entreguerras.
Después de que Leópolis fuera ocupada por la Unión Soviética en septiembre de 1939, la Universidad de Leópolis cambió su nombre en honor a Iván Frankó, una importante figura literaria ucraniana que vivía en Leópolis, y el idioma de instrucción cambió del polaco al ucraniano. Leópolis fue capturada por las fuerzas alemanas el 30 de junio de 1941 después de la Operación Barbarroja. Junto con las unidades de la Wehrmacht alemana, varias formaciones de la Abwehr y las SS entraron en la ciudad. Durante la ocupación alemana de Polonia, casi todos los 120,000 habitantes judíos de la ciudad fueron asesinados, dentro del gueto de la ciudad o en el campo de exterminio de Bełżec. Al final de la guerra, solo sobrevivieron entre 200 y 800 judíos de Leópolis.
Para controlar a la población, los ciudadanos e intelectuales destacados, en particular judíos y polacos, fueron confinados en guetos o transportados a lugares de ejecución como la prisión de la Gestapo en la calle Pełczyńska, la prisión de Brygidki, la antigua prisión militar de Zamarstynów y los campos que rodean la ciudad — en el suburbio de Winniki, las colinas de Kortumówka y el cementerio judío. Muchos de los asesinados eran líderes destacados de la sociedad polaca: políticos, artistas, aristócratas, deportistas, científicos, sacerdotes, rabinos y otros miembros intelectuales. Este asesinato en masa se considera una medida preventiva para mantener dispersa a la resistencia polaca y evitar que los polacos se rebelaran contra el régimen nazi. Fue una continuación directa de la infame AB-Aktion alemana en Polonia, después de la invasión alemana de la Unión Soviética y la mitad oriental de la Polonia anterior a la guerra, Leópolis cayó bajo la ocupación alemana en lugar de la de la URSS. Uno de los primeros crímenes nazis en Leópolis fue el asesinato en masa de profesores polacos junto con algunos de sus familiares e invitados, llevado a cabo a principios de julio de 1941.

## Asesinatos

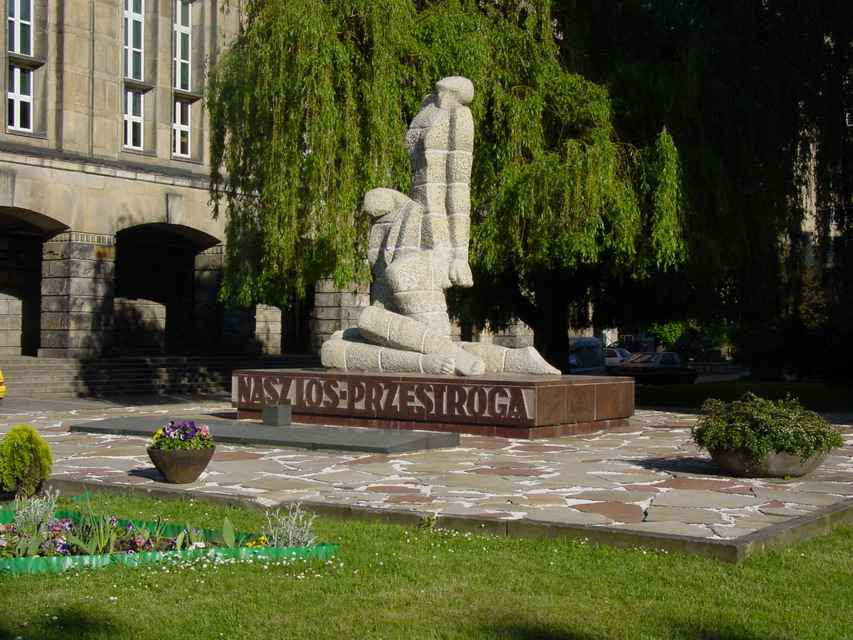
Monumento a las víctimas en Wrocław, Polonia

El 2 de julio de 1941, continuaron las ejecuciones individuales. Aproximadamente a las 3 de la tarde, el profesor Kazimierz Bartel fue detenido por uno de los Einsatzgruppen que operaban en la zona. Durante la noche del 3 al 4 de julio, varias docenas de profesores y sus familias fueron arrestados por destacamentos alemanes, cada uno compuesto por un oficial, varios soldados, guías e intérpretes ucranianos. Las listas fueron preparadas por estudiantes ucranianos asociados con OUN. Algunos de los profesores mencionados en las listas ya estaban muertos, específicamente Adam Bednarski y Roman Leszczyński. Entre los arrestados estaba Roman Rencki, director de la Clínica de Enfermedades Internas de la Universidad de Leópolis, que estaba recluido en una prisión de la NKVD y cuyo nombre también figuraba en la lista de prisioneros soviéticos condenados a muerte. Los detenidos fueron transportados al dormitorio de Abrahamowicz, donde a pesar de la intención inicial de matarlos, fueron también torturados e interrogados. El jefe de departamento del hospital judío, Adam Ruff, recibió un disparo durante un ataque epiléptico.
En la madrugada del 4 de julio, uno de los profesores y la mayoría de sus ayudantes fueron puestos en libertad mientras que el resto fueron llevados a las colinas de Wulka o asesinados a tiros en el patio del edificio Bursa Abrahamowiczów. Las víctimas fueron enterradas en el lugar, pero varios días después de la masacre sus cuerpos fueron exhumados y transportados por la Wehrmacht a un lugar desconocido. Hay relatos de cuatro métodos diferentes utilizados por las tropas alemanas: las víctimas fueron golpeadas hasta la muerte, asesinadas con una bayoneta, asesinadas con un martillo o muertas a tiros. Los mismos profesores fueron asesinados a tiros.

## Responsabilidad

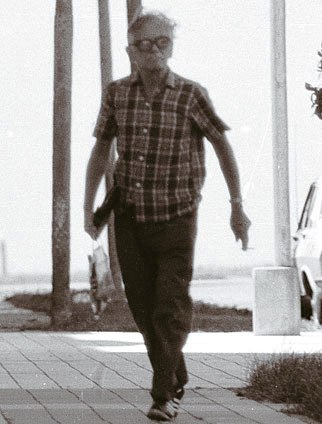
Walter Kutschmann en Argentina, 4 de enero de 1975

La decisión se tomó al más alto nivel de liderazgo de la Alemania nazi. El responsable directo de la masacre fue el comandante de la Sicherheitspolizei ( Befehlshaber der Sicherheitspolizei und des SD -BdS) en el Distrito de Krakau del Gobierno General, Karl Eberhard Schöngarth. También participaron los siguientes oficiales de la Gestapo: Walter Kutschmann, Felix Landau, Heinz Heim (jefe de Estado Mayor Schöngarth), Hans Krueger y Kurt Stawizki. Ninguno de ellos fue castigado por su papel en la masacre de Leópolis.  Kutschmann vivió bajo una identidad falsa en Argentina hasta enero de 1975, cuando fue encontrado y expuesto por el periodista Alfredo Serra en el balneario de Miramar. Fue arrestado diez años después en Florida, Buenos Aires, por agentes de la Interpol, pero murió de un infarto en la cárcel antes de que pudiera ser extraditado a la entonces Alemania Occidental, el 30 de agosto de 1986.
Algunas fuentes sostienen que los miembros de los auxiliares ucranianos del Batallón Nachtigall fueron los responsables de los asesinatos. Según el Instituto Canadiense de Estudios Ucranianos, esta afirmación se originó en fuentes soviéticas y ha sido cuestionada. Memorial ha publicado documentos que afirman que la participación de Nachtigall en esos eventos fue desinformación propagada por la KGB. Stanisław Bogaczewicz, del Instituto Polaco de la Memoria Nacional, dijo que los soldados de Nachtigall participaron en los arrestos, pero no en los asesinatos, y que su papel en este evento necesita más investigación. El sociólogo Tadeusz Piotrowski señaló que, si bien se disputa el papel de los Nachtigall, ellos estuvieron presentes en el pueblo durante los hechos, sus actividades no están debidamente documentadas, y que por lo menos son culpables de la colaboración pasiva en este evento, por no oponerse a la atrocidades. Según un historiador de Leópolis, Vasyl Rasevych, las afirmaciones de que los ucranianos participaron en la masacre de julio de 1941 son falsas y no existen documentos que las respalden.

## Secuelas
Pocos años después de la masacre, Schöngarth fue juzgado por el asesinato de un solo prisionero de guerra estadounidense en los Países Bajos. Fue declarado culpable, condenado a muerte y ejecutado en 1946.
Después de la Segunda Guerra Mundial, el liderazgo de la Unión Soviética intentó disminuir el legado cultural e histórico polaco de Leópolis. Los delitos cometidos al este de la línea Curzon no podían ser juzgados por los tribunales polacos. Se restringió la información sobre las atrocidades que tuvieron lugar en Leópolis. En 1960, Helena Krukowska, la viuda de Włodzimierz Krukowski, presentó un recurso ante un tribunal de Hamburgo. Después de cinco años, el tribunal de Alemania Occidental cerró los procedimientos judiciales. Un fiscal de Alemania Occidental afirmó que las personas responsables del crimen ya estaban muertas, sin embargo, Hans Krueger, comandante de la unidad de la Gestapo que supervisó las masacres en Leópolis en 1941, estaba recluido en una prisión de Hamburgo, después de haber sido sentenciado a cadena perpetua por  el asesinato masivo de judíos polacos del gueto de Stanisławów, cometido varias semanas después de que su unidad fuera trasladada desde Leópolis. Como resultado, nunca se ha responsabilizado a nadie por los asesinatos de los académicos.
En la década de 1970, la calle Abrahamowicz en Leópolis pasó a llamarse calle Tadeusz Boy-Żeleński . Varias organizaciones polacas han realizado delegaciones para recordar a las víctimas de la atrocidad con un monumento o una tumba simbólica en Leópolis. En mayo de 2009, el monumento a las víctimas en  fue desfigurado con pintura roja con las palabras "Muerte a los Lachs [polacos]". El 3 de julio de 2011, se inauguró en Leópolis un monumento dedicado a los profesores polacos asesinados por la Gestapo el 4 de julio de 1941.

## Víctimas
Abreviaturas utilizadas:
- UJK = Uniwersytet Jana Kazimierza (Universidad de Leópolis, ahora Universidad Nacional Iván Frankó de Leópolis )
- PSP = Państwowy Szpital Powszechny (Hospital Público Nacional)
- PL = Politechnika Lwowska (Politécnica de Leópolis, ahora Universidad Nacional Politécnica de Leópolis)
- AWL = Akademia Weterynaryjna we Lwowie (Academia de Ciencias Veterinarias de Leópolis)
- AHZ = Akademia Handlu Zagranicznego we Lwowie (Academia de Comercio Exterior en Leópolis)

### Asesinados en las colinas de Wulka[1]
1. Prof. Dr. Antoni Cieszyński, Catedrático de Estomatología UJK
2. Prof. Dr. Władysław Dobrzaniecki, jefe de la ord. de cirugía
3. Prof. Dr. Jan Grek, Profesor de Medicina Interna, UJK
4. María Grekowa, esposa de Jan Grek
5. Doc Dr. Jerzy Grzędzielski, director del Instituto de Oftalmología, UJK
6. Prof. Dr. Edward Hamerski, Jefe de Medicina Interna, AWL
7. Prof. Dr. Henryk Hilarowicz, Profesor de Cirugía, UJK
8. Rev. Dr. Władysław Komornicki, teólogo, pariente de la familia Ostrowski
9. Eugeniusz Kostecki, esposo de la ayudante del Prof. Dobrzaniecki
10. Prof. Dr. Włodzimierz Krukowski, Jefe del Instituto de Medición Eléctrica, PL
11. Prof. Dr. Roman Longchamps de Bérier, Jefe del Instituto de Derecho Civil, UJK
12. Bronisław Longchamps de Bérier, hijo del Prof. Longchamps de Berier
13. Zygmunt Longchamps de Bérier, hijo del Prof. Longchamps de Berier
14. Kazimierz Longchamps de Bérier, hijo del Prof. Longchamps de Berier
15. Prof. Dr. Antoni Łomnicki, Jefe del Instituto de Matemáticas, PL
16. Adam Mięsowicz, nieto del Prof. Solowij
17. Prof. Dr. Witołd Nowicki, Decano de la Facultad de Anatomía y Patología, UJK
18. Dr. Med Jerzy Nowicki, asistente en el Instituto de Higiene, UJK, hijo del Prof. Witold Nowicki
19. Prof. Dr. Tadeusz Ostrowski, Jefe del Instituto de Cirugía, UJK
20. Jadwiga Ostrowska, esposa del Prof. Ostrowski
21. Prof. Dr. Stanisław Pilat, Jefe del Instituto de Tecnología de Petróleo y Gas Natural, PL
22. Prof. Dr. Stanisław Progulski, pediatra, UJK
23. Andrzej Progulski, hijo del Prof. Progulski
24. Prof. Dr. Roman Rencki, Jefe del Instituto de Medicina Interna, UJK
25. Dr. Med Stanisław Ruff, Jefe del Departamento de Cirugía del Hospital Judío
26. Anna Ruffowa, esposa del Dr. Ruff
27. Inż. Adam Ruff, hijo del Dr. Ruff
28. Prof. Dr. Włodzimierz Sieradzki, decano de la facultad de medicina judicial, UJK
29. Prof. Dr. Adam Sołowij, exjefe del Departamento de Ginecología y Obstetricia de la PSP
30. Prof. Dr. Włodzimierz Stożek, Decano de la Facultad de Matemáticas, PL
31. Inż. Eustachy Stożek, asistente en la Politechnika Lwowska, hijo del profesor Włodzimierz Stożek
32. Emanuel Stożek, hijo del profesor Włodzimierz Stożek
33. Dr. Tadeusz Tapkowski, abogado
34. Prof. Dr. Kazimierz Vetulani, Decano de la Facultad de Mecánica Teórica, PL
35. Prof. Dr. Kacper Weigel, Jefe del Instituto de Medidas, PL
36. Mons. Józef Weigel, hijo del Prof. Kacper Weigel
37. Prof. Dr. Roman Witkiewicz, Jefe del Instituto de Maquinaria, PL
38. Prof. Dr. Tadeusz Boy-Żeleński, escritor y ginecólogo, Jefe del Instituto de Literatura Francesa

#### Asesinados en el patio de Bursa Abrahamowiczów, una antigua escuela en Leópolis, ahora un hospital
1. Katarzyna Demko, profesora de inglés
2. Dr. Stanisław Mączewski, jefe del Departamento de Ginecología y Obstetricia de la PSP
3. María Reymanowa, enfermera
4. Wolisch (nombre desconocido), comerciante

#### Asesinados el 12 de julio
1. Prof. Dr. Henryk Korowicz, Jefe del Instituto de Economía, AHZ
2. Prof. Dr. Stanisław Ruziewicz, Jefe del Instituto de Matemáticas, AHZ

#### Asesinado el 26 de julio en la prisión de Brygidki
1. Prof. Dr. Kazimierz Bartel, ex Primer Ministro de Polonia, ex Rector de PL, Presidente del Departamento de Geometría, PL